# Benitotania elimbata
Benitotania elimbata là một loài rêu trong họ Daltoniaceae. Loài này được H. Akiy., T. Yamag. & Suleiman mô tả khoa học đầu tiên năm 2003.